# Мох Олександр Іванович
Мох Олекса́ндр Іва́нович (22 травня 1900, Глиняни — 16 листопада 1975, Торонто) — український поет, публіцист, перекладач, журналіст, видавець. Псевдоніми — Араміс, Орест Петрійчук, Микола Олександрович, Адам Куновський.

## Біографія
Народився 22 травня 1900 р. у м. Глиняни (Західна Україна). Закінчив школу, Львівську духовну семінарію (1918—1923), навчався у Львівському таємному університеті (1920—1923). Заснував літературне товариство «Логос», редагував журнали «Наш приятель», «Поступ» (1921—1931), «Світло і тінь» (1932—1939). Емігрував, редагував журнал «Життя і слово» в Інсбруку (1948—1949). Переїхав до Канади (1952), з 1969 р. видавав католицький журнал «Правда» у м. Торонто.
Дружина - Іванна з дому Пілюс (1908-2008).
Помер 16 листопада 1975 р. в Торонто. Похований на цвинтарі Park Lawn.

## Творчість
Автор книжок «Про це, що люблю я» (1924), «На фронті української книжки» (1937), «Книжки і люди» (1938), «Теофіль Коструба. Учений і праведник» (1952), «Кінець світу» (1963).

### Окремі видання
- Мох O. Вигляди українського католицького роману // Нова зоря.- 1933. — Ч. 4. — С. 7.
- Мох О. Книжки і люди. [Архівовано 22 грудня 2014 у Wayback Machine.] — Торонто: Добра книжка, 1953. — 128 с.